# クチュマキック
クチュマキック（クチュマキク）(Cuchumaquic) は、マヤ神話の『ポポル・ヴフ』に登場する冥界シバルバーの貴人。イシュキックの父。
フン・フンアフプーが冥神フン・カメーとヴクブ・カメーの姦計によって殺された後、切られた首が木に吊されると木の実に変わり、側を通りかかったイシュキックの手に唾をかけ、自分の子を産みなさいといった。未婚の身で妊娠したイシュキックを見咎めたクチュマキックは、梟たちを呼んで娘の抹殺を命じた。梟がイシュキックを誘い出すと、イシュキックは彼らの企みに気付いて命乞いをした。すると梟は彼女がかわいそうになり、地上へ逃げるのを許した。それから真っ赤な草の汁が固まった物を持ち帰って、イシュキックの心臓だといってクチュマキックに見せた。